# NGC 4977
NGC 4977 est une vaste galaxie spirale relativement éloignée[De quoi ?] et située dans la constellation de la Grande Ourse. Sa vitesse par rapport au fond diffus cosmologique est de 8 482 ± 10 km/s, ce qui correspond à une distance de Hubble de 125,1 ± 7,8 Mpc (∼408 millions d'al). NGC 4977 a été découverte par l'astronome germano-britannique William Herschel en 1789.
La classe de luminosité de NGC 4977 est II et, selon la base de données Simbad, NGC 4977 est une galaxie LINER, c'est-à-dire une galaxie dont le noyau présente un spectre d'émission caractérisé par de larges raies d'atomes faiblement ionisés.
En raison d'une brillance de surface égale à 15,31 mag/am2, on peut qualifier NGC 4977 de galaxie à faible brillance de surface (LSB en anglais pour low surface brightness). Les galaxies LSB sont des galaxies diffuses (D) avec une brillance de surface inférieure de moins d'une magnitude à celle du ciel nocturne ambiant.